# Trần Thị Quỳnh
Trần Thị Quỳnh (sinh năm 1986 tại Hải Phòng) là Hoa khôi Thể thao Việt Nam 2007. Vốn là một nữ vận động viên bóng chuyền (từng đạt Huy chương Đồng Bóng chuyền nữ trẻ Đông Nam Á) nên cô có lợi thế về chiều cao so với nhiều thí sinh tham gia cuộc thi Hoa khôi Thể thao Việt Nam 2007 với các chỉ số về hình thể là chiều cao 1m75, nặng 56 kg, số đo 3 vòng 84-62-91.
Trước khi tham dự cuộc thi Hoa hậu Thể thao Việt Nam 2007, Trần Thị Quỳnh đã từng tham gia cuộc thi Siêu mẫu Việt Nam 2005, lọt vào chung kết Hoa hậu Việt Nam 2006 và đạt giải Á hậu 1 tại cuộc thi Hoa hậu Hải Phòng 2006. Năm 21 tuổi, khi đang là sinh viên năm thứ ba của Trường Đại học Sư phạm Hải Phòng (trường đã đổi tên thành Trường Đại học Hải Phòng) khoa Thể dục thể thao, cô đã đăng ký tham gia cuộc thi Hoa hậu Thể thao Việt Nam 2007 và giành ngôi vị cao nhất của cuộc thi. Ngoài ra, Quỳnh cũng được trao giải Ứng xử hay nhất trong cuộc thi này.
Năm 2008, cô tốt nghiệp Khoa thể dục thể thao (Đại học Sư phạm Hải Phòng). Hai năm sau khi đăng quang trong cuộc thi Hoa khôi Thể thao Việt Nam 2007, Trần Thị Quỳnh đã được EVE (Tập đoàn Giải trí Elite Vietnam) tuyển chọn làm đại diện cho Việt Nam tham dự cuộc thi Hoa hậu Quốc tế 2009 tổ chức tại Trung Quốc.
Vào tháng 2 năm 2011, sau một thời gian công tác tại Đài tiếng nói Việt Nam (VOV), Trần Thị Quỳnh đã quyết định kết hôn và chuyển vào Thành phố Hồ Chí Minh theo gia đình nhà chồng.
Năm 2013, cô đại diện Việt Nam tham gia cuộc thi Hoa hậu Quý bà Thế giới được tổ chức tại Trung Quốc và xuất sắc lọt vào Top 6 chung cuộc.